# 1342
سنة 1342 للميلاد (بالأرقام الرومانية: MCCCXLII) هي سنة بسيطة بدأت يوم الثلاثاء في التقويم اليولياني.

## أحداث
- 3 أغسطس: بدء حصار الجزيرة الخضراء والذي استمر إلى 26 مارس 1344.

### من يناير إلى ديسمبر
- 7 مايو - خلفَ البابا كليمنت السادس البابا بندكت الثاني عشر ليصبح البابا رقم 198.
- 16 يوليو - أصبح لويس الأول ملكاً على المجر.
- 18 يوليو - هزم معز الدين حسين السربداريين في معركة زافا.
- 15 أغسطس - أصبح لويس الطفل ملكاً على صقلية ودوقاً على أثينا.
- 4 سبتمبر - أصبح يوحنا الثالث إمبراطوراً على إمبراطورية طرابزون.

### التاريخ الدقيق غير معروف
- أصبح غوي دي لوسيغنان ملكاً على مملكة أرمينيا الصغرى.
- انتقل بطريرك أنطاكية إلى دمشق في عهد إغناتيوس الثاني.
- أصبحت كتسبويل جزءاً من تيرول.
- سيطر الزيلوتس على سالونيك وطردوا نبلاءها خلال الحرب الأهلية البيزنطية بين 1341 و1347.

## مواليد
- 15 يناير - فيليب الثاني دوق بورغوندي.
- 6 أبريل - الأميرة ماريا ماركيزة طرطوشة.
- 8 نوفمبر - جوليان من نورويتش.

### التاريخ الدقيق غير معروف
- ليو الخامس ملك أرمينيا.
- كليمنت السابع المزيف.
- همفري دي بوهون إيرل هيرفورد السابع.
- يوحنا تريفيسا.

## وفيات
- 29 يناير - لويس الأول دوق بوربون.
- 16 فبراير - وليام بارون دي روس الثالث.
- 24 أبريل - بندكت الثاني عشر.
- 16 يوليو - تشارلي الأول ملك المجر.
- 4 سبتمبر - آن إمبراطورة طرابزون.
- 29 نوفمبر - مايكل من تشيزينا.

### التاريخ الدقيق غير معروف
- الجلدكي.
- بيتر بالودانوس.
- مارسيليوس من بادوا.